# The First Offence
The First Offence é um filme de drama produzido no Reino Unido e lançado em 1936.